# Les Lettres françaises
Les Lettres françaises este o revistă literară fondată în Franța, în septembrie 1942, în timpul Ocupației, de către Jacques Decour și Jean Paulhan. Ea a fost una dintre numeroasele publicații ale mișcării de rezistență Frontul național și inițial a fost publicată clandestin, beneficiind de colaborarea, printre alții, a scriitorilor Louis Aragon, François Mauriac, Claude Morgan, Edith Thomas, Georges Limbour, Raymond Queneau și Jean Lescure.
După Eliberarea Franței, din 1953 până în 1972, revista Les Lettres françaises, condusă de Louis Aragon, a fost sprijinită financiar de Partidul Comunist Francez.

## Repere istorice

### Cazul Kravtchenko
În 1949 a avut loc o controversă și apoi un proces răsunător între revista Les Lettres françaises și disidentul sovietic Victor Kravtchenko. După apariția cărții J'ai choisi la liberté în care Kravtchenko scria despre lagărele de concentrare sovietice și despre funcționarea lor, revista Les Lettres françaises l-a acuzat că dezinformează și că este agent al Statelor Unite, întrebuințând în acest scop documente false scrise de jurnalistul André Ulman, care a lucrat pentru serviciile de spionaj sovietice; adevărul despre originea acestor documente nu va fi cunoscut până la sfârșitul anilor 1970. 
Kravtchenko a depus plângere pentru calomnie împotriva ziarului, fiind apărat de avocatul Joë Nordmann. 
Procesul, supranumit „procesul secolului”, a avut loc în 1949 și a reunit aproximativ o sută de martori. Uniunea Sovietică i-a adus în instanță pe foștii colegi ai lui Kravtchenko și pe fosta lui soție, cu scopul de a-l denunța. Avocații lui Kravtchenko au adus supraviețuitori din lagărele sovietice de prizonieri pentru a depune mărturie în favoarea lui. Printre aceștia s-a aflat Margarete Buber-Neumann, văduva liderului comunist german Heinz Neumann. În baza protocoalelor secrete ale pactului germano-sovietic, în timp ce ea ispășea o pedeapsă de doi ani de muncă silnică, autoritățile sovietice au extrădat-o în Germania, predând-o Gestapoului care a internat-o în lagărul de concentrare de la Ravensbrück. Procesul a fost câștigat în aprilie 1949 de Kravtchenko, care a obținut o sumă simbolică pe post de despăgubire.

### Oprirea și reapariția
În anii 1960 Les Lettres françaises a contribuit la dezbaterile literare și artistice din societatea franceză, în special prin cronicile cinematografice semnate de Michel Mardore și Georges Sadoul.
Guvernul URSS a încetat să mai plătească abonamente în folosul numeroaselor universități, școli și biblioteci sovietice, din cauza opoziției revistei față de invadarea Cehoslovaciei în august 1968. Această decizie s-a dovedit fatală: apariția revistei a încetat în 1972, în ciuda sprijinului financiar oferit de Partidul Comunist Francez.
Între 1990 și 1993 revista a apărut din nou cu o periodicitate lunară. După o întrerupere, ea a apărut din martie 2004 sub formă de insert lunar în ziarul L'Humanité. Începând din aprilie 2011 Les Lettres françaises a fost publicată în prima zi de joi a fiecărei luni. La 15 mai 2014, revista a încetat să mai apară pe format de hârtie și nu a mai fost publicată decât pe Internet.
Pe 13 decembrie 2017, cu ocazia aniversării a 75 de ani de existență a publicației, Jean Ristat a anunțat reapariția revistei în versiunea tipărită la începutul anului 2018.

## Directori
- 1942-1953: Claude Morgan
- 1953-1972: Louis Aragon
- 1993-... : Jean Ristat

## Cronica
Formată în prezent din șaisprezece pagini cu apariție lunară, Les Lettres françaises conține:
- o prezentare a unei opere de artă contemporane;
- un editorial scris de Jean Ristat;
- un dosar de presă;
- rubricile « Arts », « Lettres », « Musique », « Patrimoine », « Savoir » și « Théâtre;
- scrieri inedite ale poeților și prozatorilor.

## Colecția „Les Lettres françaises”
„Les Lettres françaises” este, de asemenea, o colecție literară publicată inițial de editura ziarului Mercure de France. Colecția este publicată din 2010 de editura Temps des cerises. Această colecție este format în prezent din șapte cărți :
- Ils, de Franck Delorieux (2010).
- Le Musée Grévin, de Louis Aragon (2011).
- Une saison en enfer, de Arthur Rimbaud (2011), cu o prefață inedită scrisă de Aragon.
- Larrons de Francis Esperet[5] (2013).
- Paradis argousins, de Victor Blanc[6] (2013).
- Vers et proses, de Vladimir Maiakovski (2014), tradusă de Elsa Triolet.
- Gagneuses, de François Esperet (2014).

## Legături externe
- Site web oficial
- Les Lettres françaises sur le site de l'Humanité
- Les premières Lettres françaises sur Gallica